# Сан Костантино (Болцано)
Сан Костантино је насеље у Италији у округу Болцано, региону Трентино-Јужни Тирол.
Према процени из 2011. у насељу је живело 75 становника. Насеље се налази на надморској висини од 900 м.